# Panama na Mistrzostwach Świata w Lekkoatletyce 2011
Panama na Mistrzostwach Świata w Lekkoatletyce 2011 – reprezentacja Panamy podczas czempionatu w Daegu liczyła 2 zawodników.

## Występy reprezentantów Panamy

### Mężczyźni

#### Konkurencje biegowe
| Konkurencja   | Zawodnik      | Runda 1  | Runda 1 | Runda 2  | Runda 2 | Półfinał | Półfinał | Finał    | Finał   |
| Konkurencja   | Zawodnik      | Rezultat | Pozycja | Rezultat | Pozycja | Rezultat | Pozycja  | Rezultat | Pozycja |
| ------------- | ------------- | -------- | ------- | -------- | ------- | -------- | -------- | -------- | ------- |
| Bieg na 200 m | Alonso Edward |          |         | 20.55    | 9 Q     | 20.52    | 6 Q      | DNF      | -       |

#### Konkurencje techniczne
| Konkurencja | Zawodnik        | Eliminacje | Eliminacje | Finał    | Finał   |
| Konkurencja | Zawodnik        | Rezultat   | Pozycja    | Rezultat | Pozycja |
| ----------- | --------------- | ---------- | ---------- | -------- | ------- |
| Skok w dal  | Irving Saladino | 7,84 m     | 22         |          |         |